# Весілля Кітті
«Весілля Кітті» (англ. The Marriage of Kitty) — американська кінокомедія режисера Джорджа Мелфорда 1915 року.

## У ролях
- Фанні Ворд — Кетрін «Кітті» Сільвертон
- Річард Морріс — Джон Треверс
- Джек Дін — лорд Реджинальд Белсайз
- Клео Ріджлі — Гелен де Семьяно
- Том Форман — Джек Черчілль
- місіс Льюїс Маккорд — Енні
- Люсьєн Літтлфілд — незначна роль
- Теодор Робертс — незначна роль